# Keirsey Temperament Sorter
Il Keirsey Temperament Sorter (KTS) è un questionario di auto-valutazione della personalità progettato per aiutare le persone a capire meglio se stesse e gli altri. È stato introdotto nel libro Please Understand Me, scritto dallo psicologo statunitense David Keirsey nel 1978. Il KTS è strettamente associato con l'Indicatore Myers-Briggs (MBTI); tuttavia, vi sono significative differenze pratiche e teoriche tra i due questionari e le varie descrizioni associate.
Nella realizzazione del questionario, Kersey è andato basandosi sui lavori di numerosi psicologi e psichiatri, tra i quali: Ernst Kretschmer, Erich Adickes, Alfred Adler, Carl Jung e Isabel Myers, che riconosce come predecessori della psicologia del temperamento e della personalità.

## I quattro temperamenti
David Keirsey ha ampliato gli studi sul temperamento svolti da Ippocrate e Platone. Nelle sue opere, Keirsey ha usato i termini suggeriti da Platone: Artigiano (iconic), Guardiano (pistic), Idealista (noetic) e Razionale (dianoetic). Keirsey divise i quattro temperamenti in due categorie (ruoli), ciascuna con due tipi di varianti (ruoli varianti). I risultanti 16 tipi correlano con i 16 tipi di personalità descritti da Briggs e Myers nell'MBTI.
1. Gli Artigiani sono concreti e pragmatici. Cercano stimolazione e virtuosismo, sono interessati a dare un forte impatto. Il loro punto di forza è la tattica. Si distinguono nella capacità di risoluzione dei problemi, nell'agilità e nella manipolazione di attrezzi, strumenti e apparecchiature[3]. I due ruoli sono i seguenti:
  1. Gli Operatori sono artigiani direttivi (proattivi). La loro principale capacità è attivare (facilitare, abilitare). I due ruoli varianti sono il Tecnico attento (ISTP) e il Promotore espressivo (ESTP).
  2. Gli Animatori sono artigiani informativi (reattivi). La loro principale capacità è improvvisare. I due ruoli varianti sono il Compositore (ISFP) e l'Intrattenitore (ESFP).
2. I Guardiani sono concreti e organizzati. Cercano sicurezza e senso di appartenenza, tengono molto alla responsabilità e al dovere. Il loro punto di forza è la logistica. Si distinguono nella capacità di organizzare e facilitare, nelle azioni di controllo e nel dare supporto. I due ruoli sono i seguenti:
  1. Gli Amministratori sono i guardiani direttivi (proattivi). La loro principale capacità è regolamentare (controllare). I due ruoli varianti sono l'Ispettore (ISTJ) e il Supervisore (ESTJ).
  2. I Custodi sono i guardiani informativi (reattivi). La loro principale capacità è dare sostegno. I due ruoli varianti sono il Protettore (ISFJ) e l'Aiutante (ESFJ).
3. Gli Idealisti sono astratti e cooperativi. Sono alla continua ricerca di senso e significato, sono interessati alla crescita personale e alla ricerca della propria identità. Il loro punto di forza è la diplomazia. Si distinguono nella capacità di unificare, stimolare, ispirare e chiarire. I due ruoli sono i seguenti:
  1. I Mentori sono gli idealisti direttivi (proattivi). La loro principale capacità è dare sviluppo (migliorare, potenziare). I due ruoli varianti sono il Consigliere (INFJ) e l'Insegnante (ENFJ).
  2. Gli Avvocati sono gli idealisti informativi (reattivi). La loro principale capacità è la mediazione. I due ruoli varianti sono il Guaritore (INFP) e il Campione (ENFP).
4. I Razionali sono astratti e oggettivi. Cercano padronanza e autocontrollo, si interessano della propria conoscenza e competenza. Il loro punto di forza è la strategia. Si distinguono in ogni tipo di indagine logica, come l'ingegneria, concettualizzare, teorizzare e coordinare. I due ruoli sono i seguenti:
  1. I Coordinatori sono i razionali direttivi (proattivi). La loro principale capacità è l'organizzazione. I due ruoli varianti sono il Mastermind (INTJ) e il Comandante (ENTJ).
  2. Gli Ingegneri sono i razionali informativi (reattivi). La loro principale capacità è costruire. I due ruoli varianti sono l'Architetto (INTP) e l'Inventore (ENTP).